# Anders Petter Hedberg
Anders Petter Hedberg, född 1820 och död den 7 september 1882, var en grosshandlare, träpatron och ledamot i stadsfullmäktige med flera förtroendeuppdrag.

## Levnadsomständigheter
A.P. Hedberg var en av Sundsvalls rikaste män på sin tid. Han var en framgångsrik träpatron, engagerad i virkesaffärer och virkesexport samt delägare i affärsföretag av skilda slag.
Han var äldste son till en västgötaknalle. Efter att i sin ungdom ha bedrivit gårdfarihandel i Medelpad, Ångermanland och Jämtland slog han sig ner i Sundsvall år 1854. Sin gård och bostad hade han på Storgatans södra sida i hörnet mot Packaregränd, nuvarande Nybrogatan, intill nuvarande Hotell Knaust.
Hedberg hade två bröder, Johan August Hedberg (1828–1906) och Andreas Hedberg (1832–1878), som också slog sig ner i Sundsvall på 1850-talet.
Hedberg gifte sig aldrig, men han påstås ha varit en livsnjutare med frillor och barn lite varstans i gårdarna. Ett mått på vällevnad var på den tiden också kroppshyddans storlek, och A P Hedberg var liksom bland andra skeppsredaren G F Cawallin och grosshandlaren J A Enhörning med i den klubb för herrar som vägde minst 127 kilo, som vid 1800-talets mitt fanns i Sundsvall.
När A P Hedberg avled 1882 hade Sundsvalls nya kyrkogård nyligen invigts, och han blev den ene av de två första stadsbor som begravdes där.|

## Affärsverksamheten
A P Hedberg öppnade på 1850-talet garn- och vävnadshandel i Sundsvall. Efter kort tid blev han delägare i ett sågverk och träaffärerna tog strax överhanden. Vid mitten av 1860-talet lade han ner sin garnmanufakturaffär. År 1870 hade A P Hedberg nått sitt mål - ett eget sågverk. Sågen, som fick heta Klampenborg, blev en av de större i distriktet och kom att drivas i drygt 60 år. Ett helt samhälle växte upp kring sågen. På holmen bodde runt 300 personer från verksamhetens början och ända in på 1950-talet. Man hade både skola och affär och föreningsaktiviteten blomstrade. Men det dröjde 60 år innan man ens fick en enkel gång- och cykelbro till fastlandet.
A P Hedberg hade varit ensam ägare till Klampenborgs och Stockviks sågverk och delägare i Sund och Alafors. Tack vare det kapital han samlat på sig under knallefärderna hade han dessutom gått in som meddelägare och styrelseledamot i en hel rad ytterligare affärsföretag av olika slag, förutom Skeppsrederiaktiebolaget även Järnvägsbolaget Sundsvall-Torpshammar, Trämassebolaget i Torpshammar och Sandö glasbruks bolag.
A P Hedberg hade också samarbetat med grosshandlare Christiernin i Essviks ångsåg, som anlagts vid slutet av 1860-talet i Essviken och förvärvats av Christiernin. Tillsammans med J A Hedberg, som då var chef för Klampenborg, och ett par ytterligare personer bildade Christiernin 1887 Essviks AB och byggde ut sågen. A P Hedbergs AB medverkade också vid bildandet av Trävarubolaget Svartvik vid 1800-talets slut. 

## Politiska uppdrag och styrelseuppdrag
Som framgångsrik industriman blev A P Hedberg invald i Sundsvalls första stadsfullmäktige 1863, där han satt kvar till 1880. Även hans bror Johan August var ledamot under åren 1883–1894, och även drätselkammarens ordförande under många år. De var båda styrelseledamöter i Sundsvalls Enskilda Bank, Anders Petter var också en av stiftarna. De tillhörde likaså styrelsen för Sundsvalls sparbank, Anders Petter 1863–1881 och Johan August 1882–1900 varav 1884–1892 som dess ordförande. De hade flera ytterligare offentliga uppdrag, Johan August Hedberg satt i skolrådet under många år samt i styrelsen för Sundsvalls Utskänkningsbolag, där även brodern dessförinnan medverkat. Utskänkningsbolagets intäkter gick till olika för staden nyttiga ändamål.

## De hedbergska donationerna
A P Hedbergs död kom hastigt utan skrivet testamente. Bouppteckningen visade på en behållning på 3,1 miljoner kronor. De efterlevande hugfäste hans minne genom donationer till allmännyttiga ändamål på sammanlagt 540 000 kronor ur hans kvarlåtenskap, varav
- till nytt läroverkshus, numera Hedbergska skolan, 250 000 kr
- fondmedel 200 000 kr
- folkskolehus 50 000 kr
- barnhemmet i Sundsvall 20 000 kr
- fontänen i parken Vängåvan 20 000 kr.

Därutöver donerades ytterligare 320 000 kr, bland annat till Medelpads skogssocknar och Svenljunga församling i Västergötland, till Norrlands och Göteborgs nationer i Uppsala och till en rad mångåriga medhjälpare.